# Mellerio dits Meller

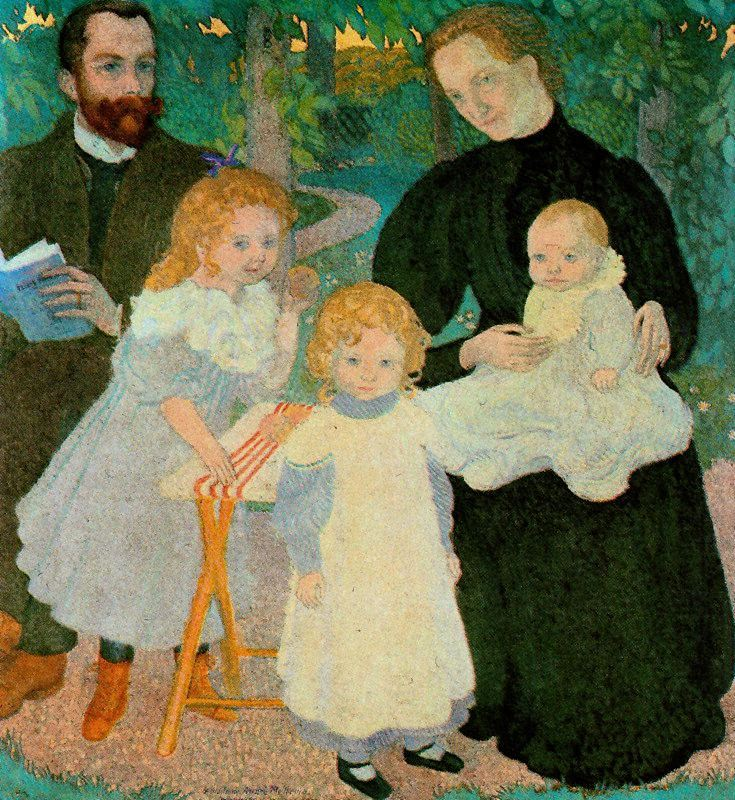
Maurice Denis, De familie Mellerio, 1897

Mellerio dits Meller is een Frans juweliershuis dat werd opgericht in de 18e eeuw. Het huis telde onder zijn clientèle verscheidene personen van de hoge adel.

## Geschiedenis
Het huis Mellerio werd hofleverancier onder Lodewijk XIII en werd bekend onder de naam "Meller". In de 19e eeuw vervaardigde het juwelen voor verschillende monarchen. Tot de klanten behoorden leden van het Nederlandse, Franse en Spaanse koningshuis, maar ook reeds in 1905 de maharadjah van Kapurthala. In de 19e eeuw vervaardigde Mellerio stukken voor koningin Isabella II van Spanje, zoals de tiara in schelpvorm uit 1867. Ook keizerin Eugénie was een trouwe klant.